# Gašnica
Gašnica är ett samhälle i Bosnien och Hercegovina.   Det ligger i entiteten Republika Srpska, i den nordvästra delen av landet, 180 km nordväst om huvudstaden Sarajevo. Gašnica ligger 110 meter över havet och antalet invånare är 388.
Terrängen runt Gašnica är huvudsakligen platt, men västerut är den kuperad. Närmaste större samhälle är Bosanska Gradiška, 14,1 km öster om Gašnica. 
I omgivningarna runt Gašnica växer i huvudsak lövfällande lövskog. Runt Gašnica är det ganska tätbefolkat, med 62 invånare per kvadratkilometer.